# Gabriel Oghre
Pas d'image ? Cliquez ici

a Compétitions nationales et continentales officielles uniquement.

b Matchs officiels uniquement.
Dernière mise à jour le 21 juillet 2025.
Gabriel Oghre, né le 25 mai 1998 à Londres (Angleterre), est un joueur international anglais de rugby à XV jouant principalement au poste de talonneur aux Bristol Bears depuis 2023.

## Biographie

### Jeunesse et formation
Gabriel Oghre naît dans l'ouest de Londres. Son père, Taiwo, est nigérian et sa mère, Sue, est anglaise. Son deuxième prénom, qui lui est donné par son oncle, est Oghenetega, ce qui signifie « enfant de Dieu ». Ayant grandi à Londres, il soutient le club de football d'Arsenal et son idole est Thierry Henry. Il commence par pratiquer ce sport puis se tourne vers le rugby à XV, sur les conseils de ses professeurs. Il rejoint ensuite le centre de formation de Bath Rugby qu'il quitte à 19 ans pour celui des Wasps.

### Carrière en club
En novembre 2017, durant la saison 2017-2018, il fait ses débuts en club contre les Newcastle Falcons en Coupe anglo-galloise. La saison suivante, il fait ses débuts en championnat contre les Saracens.
Durant la saison 2019-2020, les Wasps joue la finale du Championnat d'Angleterre contre les Exeter Chiefs. Dans cette rencontre, Gabriel Oghre entre en jeu mais son équipe est battue 19 à 13,.
En début de saison 2022-2023, à la suite du placement en redressement judiciaire du club des Wasps, il est recruté par les Leicester Tigers avec qui il signe un contrat court terme.
À partir du 1er janvier 2023, il rejoint le club français de l'Union Bordeaux Bègles en tant que joker médical de Pablo Dimcheff. Il est alors en concurrence avec Clément Maynadier, Maxime Lamothe et Connor Sa.
Après seulement une demi-saison passée en France, il retourne en Angleterre et s'engage avec les Bristol Bears dès la saison 2023-2024.

### Carrière internationale
Gabriel Oghre représente l'Angleterre chez les moins de 19 ans.
En 2018, il est sélectionné en équipe d'Angleterre des moins de 20 ans pour le Tournoi des Six Nations des moins de 20 ans, puis le Championnat du monde junior.
Au mois de septembre 2021, il est appelé en équipe d'Angleterre pour un camp d'entraînement.
En novembre 2024, il est sélectionné en équipe d'Angleterre A pour affronter l'Australie A (en). Il est titularisé dans cette rencontre remportée 38 à 17.
Au mois de juillet 2025, il connaît sa première cape internationale avec le XV de la Rose contre les États-Unis, inscrivant un essai lors de la victoire 40 à 5 de son équipe,.